# Filmempfindlichkeit
Als Filmempfindlichkeit (englisch film speed) bezeichnet man die Lichtempfindlichkeit von fotografischen Platten und Filmen. Bei höherer Lichtempfindlichkeit kann man bei gleicher Belichtungszeit in dunklerer Umgebung fotografieren oder man muss bei gleicher Helligkeit die Belichtungszeit reduzieren.

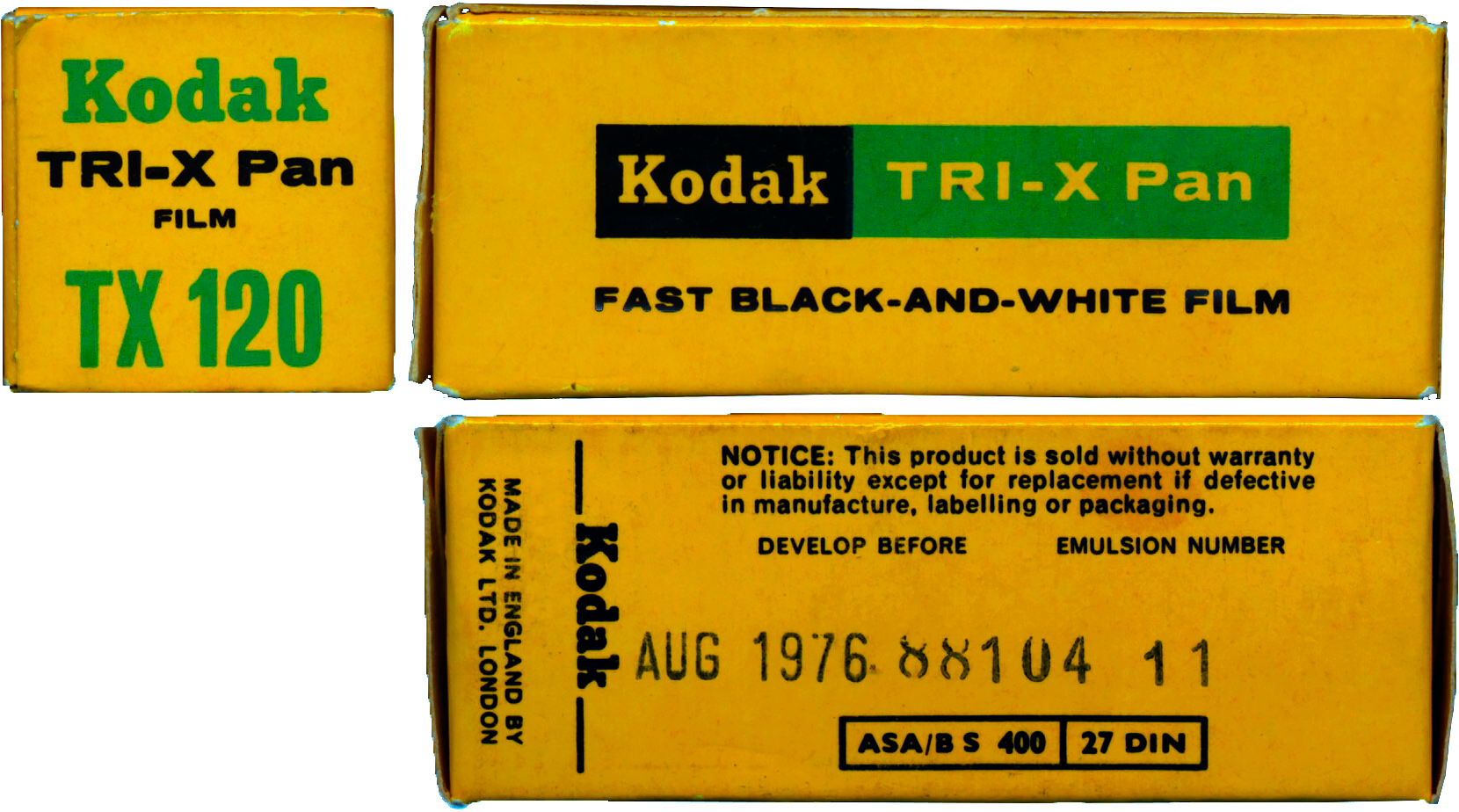
Kodak TX 120 von 1975

Die Filmempfindlichkeit wird heute in ISO und teilweise zu Vergleichszwecken auch noch in DIN, ASA oder GOST angegeben; früher waren Angaben in Weston, General Electric (GE), in amerikanischen oder europäischen Scheinergraden, in H&D-Graden und verschiedenen anderen Systemen üblich.

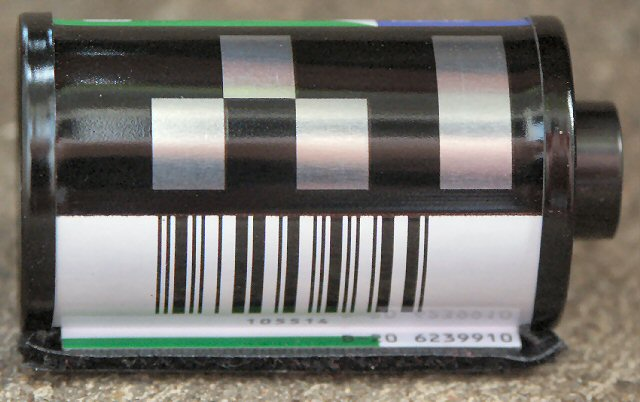
DX-Codierung auf einer Filmpatrone

Die Angabe der Filmempfindlichkeit findet sich auf der Filmverpackung sowie auf der Filmpatrone. Die Patronen von Kleinbildfilmen im Format 135 werden seit 1983 mit der automatisch auslesbaren DX-Kodierung versehen, die aus einem von der Kamera auslesbaren Schachbrettmuster (CAS-Code) aus leitfähigem Material und einem von den Filmverarbeitungsmaschinen im Labor lesbaren Barcode besteht. Neben anderen Angaben wird dort auch die Nennempfindlichkeit des Films aufgeführt. Auch die 1996 eingeführten Patronen der APS-Filme des Formats IX240 (aka Advantix) enthalten DX-iX-Code-Angaben. Seit etwa 1998 steht ein ähnliches System auch für Rollfilme der Formate 120 und 220 zur Verfügung, das von Fujifilm unter der Bezeichnung „Barcode System“ eingeführt wurde. Dabei wird u. a. die Filmempfindlichkeit im Rahmen eines Barcodes auf dem Aufkleber kodiert, der den lichtempfindlichen Film mit dem Trägerpapier verbindet. Dieser Barcode kann von einigen neueren Mittelformatkameras gelesen werden.
Die Empfindlichkeitsangaben von Digitalkameras mit Bildsensoren erfolgen durch die Angabe eines Belichtungsindexes und sind an die Definitionen für Filme angelehnt.

## Filmempfindlichkeitsangabe
Alle Filmempfindlichkeitsangaben basieren auf Schritten im Abstand von 1/3 Blende, die numerischen Maßzahlen sind jedoch unterschiedlich skaliert: logarithmisch bei DIN, linear bei allen anderen. Die Maßzahlen korrespondieren jeweils mit einem Empfindlichkeitsleitwert Sv (englisch speed value / sensitivity) in Belichtungsstufen gemäß dem APEX-System.

### Aktuelles System

#### ISO
Der Standard der Internationalen Organisation für Normung (ISO) kombiniert ab 1974 die Zahlenwerte nach ASA PH2.5-1960 und DIN 4512:1961-10. Daraus ergibt sich also beispielsweise eine Filmempfindlichkeitsangabe wie ISO 100/21°, bei der der zuerst genannte sogenannte lineare ISO-Wert dem linearen ASA-Wert (in dessen Bedeutung ab 1960) entspricht und der sogenannte logarithmische ISO-Wert den DIN-Graden (in deren Verwendung ab 1961). In der Praxis wird der logarithmische ISO-Wert oft weggelassen, so steht z. B. eine Angabe wie ISO 100 eigentlich für ISO 100/21°. Auch eine Angabe wie z. B. ISO 21° ist zulässig.
Die Spezifikation findet sich für Schwarzweißnegativfilme in der Norm ISO 6 vom Februar 1993 (1. Ausgabe 1974) und für Farbnegativfilme für die Stehbildfotografie in ISO 5800 vom November 1987 (1. Ausgabe 1979); diese Ausgabe erhielt im Juni 2001 eine kleine Korrektur. Die Bestimmung der ISO-Empfindlichkeit von Farbumkehrfilmen ist in ISO 2240 vom Oktober 2003 (2. Ausgabe 1982, 3. Ausgabe 1994) genormt.
Die Angabe der Filmempfindlichkeit in ISO verbreitete sich bei japanischen Kameras ab ca. 1982. Zunächst wiesen die Kameras noch eine Kombinationsbeschriftung „ASA/ISO“ statt der vorher üblichen „ASA“-Skalierung auf, ab ca. 1985 wurde die Filmempfindlichkeit auf Kameragehäusen jedoch praktisch nur noch mit „ISO“ bezeichnet.
Heute übliche ISO-Angaben auf Filmen und bei Digitalkameras sind:
```
25
 
50
 
64
 
100
 
200
 
400
 800 1600 3200 
6400
 
12800
 
25600
 
51200
 
102400
 
204800
 
409600
 …
```

Kursive Werte sind seltener anzutreffen, die fett hervorgehobenen Werte stellen den Standard dar. Die fünf- und sechsstelligen Werte sind mittlerweile bei Digitalkameras anzutreffen. Je höher die Zahl, desto weniger Licht wird beim Fotografieren benötigt, ergo verringert sich die notwendige Belichtungszeit – der Fotograf spricht dann von einem „schnellen Film“. Dabei ist aber zu beachten, dass mit höherer Filmempfindlichkeit die Bildinformation abnimmt. Das macht sich im Lichtbild durch gröberes Filmkorn, das insbesondere bei der Schwarzweißfotografie auch ein gewünschtes Stilmittel sein kann, beziehungsweise als unerwünschtes Bildrauschen und geringeren Dynamikumfang in der Digitalfotografie bemerkbar.

### Ältere Systeme

#### DIN
In der im Januar 1934 vom Deutschen Institut für Normung e. V. eingeführten DIN-Norm DIN 4512 wurde eine Möglichkeit für die Angabe von Filmempfindlichkeiten – damals „Lichtempfindlichkeit“ genannt – für Schwarzweißnegativfilme vorgestellt. In dieser Norm ist auch das genaue Verfahren zur Ermittlung der jeweiligen Empfindlichkeit beschrieben.
Die Filmempfindlichkeiten in Grad DIN wurden mit einem numerischen Wert und einer Gradzahl angegeben, zum Beispiel 21° DIN für einen Film mit einer Empfindlichkeit von (heute) ISO 100/21°. Bis zur Revision der DIN-Norm im November 1957 war dafür noch eine leicht abweichende Zehntelgrad-Bruchschreibweise in der Form 21/10° üblich. Angaben in DIN sind zehnerlogarithmisch skaliert; eine Differenz von 3° DIN entspricht daher praktisch einer Verdoppelung der Empfindlichkeit (wie bei Dezibel); ein Film mit 24° DIN ist also doppelt so empfindlich wie einer mit 21° DIN. Eine Differenz von 20° DIN entspricht einer Verhundertfachung der Empfindlichkeit.
Die DIN-Norm wurde vom System der Scheiner-Grade von Julius Scheiner aus dem Jahr 1894 inspiriert, bei der allerdings noch eine Differenz von 19° Sch. mit einer Verhundertfachung der Empfindlichkeit einherging (und damit auch eine Differenz von 3° Sch. nur ungefähr einer Verdoppelung gleichkam):
„Die Empfindlichkeitsmessung im DIN-System beruht auf der Belichtung der Materialien durch einen Stufengraukeil mit einer Konstante, die so beschaffen ist, dass ihr Dreifaches dem Zehnerlogarithmus von 2 gleich ist. Diese Konstante ist also eine gute Annäherung an 0,1. Die erste Zone unter dem Graukeil, dessen Dichte sich nach dem Entwickeln des Materials um mindestens 0,1 vom unbelichteten Material unterscheidet, bestimmt dessen Empfindlichkeit. Die Belichtung erfolgt mit einem genormten Licht, das sich durch eine gewisse Annäherung an die spektrale Zusammensetzung des Tageslichts auszeichnet, was beim Scheiner-System nicht der Fall war. Die Belichtungszeit wird durch einen Schwerkraftverschluss bestimmt.“
{\displaystyle \log _{10}(2)=0{,}301\dots \approx 3/10}
Die an der Empfindlichkeitsfeststellung nach DIN geäußerte Kritik, Negative kämen dabei zu steil, so dass sich die Nennempfindlichkeit nicht ausnutzen lasse, wurde erst mit den Revisionen der DIN 4512 in den Jahren 1957 und 1961 abgemildert.
Im Rahmen der Neufassung der DIN 4512 im Jahr 1961 wurde auch die Zuordnung der Filmempfindlichkeiten zur damals neuen ASA-Norm ASA PH2.5-1960 aus dem Jahre zuvor überholt. Die DIN-Grade wurden nun – wie schon zuvor die ASA-Zahlen – in der Regel um eine ganze Belichtungsstufe angehoben, d. h. ein Schwarzweißnegativfilm, der zuvor mit 21° DIN spezifiziert war, bekam nun ohne Emulsionsänderung eine Nennempfindlichkeit von 24° DIN. Die Film- und Fotoindustrie zog diesbezüglich zum Teil erst mit Verzögerung nach, was über mehrere Jahre hinweg erhebliche Verwirrung bei den Anwendern auslöste.
Strenggenommen gilt erst ab diesem Zeitpunkt die bis heute noch in der ISO-Norm wiederzufindende Entsprechung von 12° DIN = 12 ASA = ISO 12/12°, 21° DIN = 100 ASA = ISO 100/21° und 30° DIN = 800 ASA = ISO 800/30°.
Ab 1961 soll das Gradzeichen bei der Angabe von DIN-Graden weggelassen werden, Beispiel: 21 DIN statt vormals 21° DIN; das hat sich jedoch nur zum Teil durchgesetzt, da die späteren logarithmischen ISO-Werte der besseren Unterscheidbarkeit halber nach wie vor mit Gradzeichen geschrieben werden.
Das DIN-Verfahren für die Empfindlichkeitsbestimmung war zunächst nur für Schwarzweißnegativfilme, nicht jedoch für Farbnegativfilme und Farb- oder Schwarzweißumkehrfilme anwendbar. Damit die Anwender trotzdem mit den gängigen Belichtungsmessern arbeiten konnten, sprachen die Hersteller solcher Materialien deshalb unter Annahme von Motiven mit durchschnittlicher Leuchtdichteverteilung eigene Empfehlungen der Art „zu belichten wie ... DIN“ aus.
Im Zuge der Weiterentwicklung dieser Norm wurde der Inhalt stark erweitert und in die neun Teile 1 sowie 3 bis 10 neu gegliedert: DIN 4512-1:1971-04 betraf Schwarzweißnegativfilme; seine letzte Ausgabe DIN 4512-1:1993-05 wurde im September 2000 durch DIN ISO 6:1996-02 ersetzt. DIN 4512-4:1977-06 behandelte Farbumkehrfilme; die letzte Ausgabe DIN 4512-4:1985-08 wurde im Juli 2002 durch DIN ISO 2240:1998-06 ersetzt. DIN 4512-5:1977-10 behandelte Farbnegativfilme; die letzte Ausgabe DIN 4512-5:1990-11 wurde ebenfalls im Juli 2002 durch DIN ISO 5800:1998-06 ersetzt.

#### ASA
ASA (American Standards Association) war von 1928 bis 1966 Name des American National Standards Institute (ANSI). Eine ASA-Norm aus den 1940er Jahren definierte Verfahren zur Ermittlung der Empfindlichkeit von Schwarzweißnegativfilmen.
Diese ASA-Filmempfindlichkeit hat eine lineare Teilung, das heißt, ein Film mit 200 ASA ist doppelt so empfindlich wie ein Film mit 100 ASA; er ergibt somit – abgesehen vom Schwarzschild-Effekt – ein gleich belichtetes Bild bei halber Belichtungszeit oder bei Belichtung mit einer ganzen Blendenstufe weniger.
Die ASA-Norm wurde 1960 stark überarbeitet; mit der ASA PH2.5-1960 ergaben sich teilweise gravierende Abweichungen, bei der durch Wegfall eines Sicherheitsfaktors die Empfindlichkeitsangaben von Schwarzweißfilmen in der Regel um eine ganze Belichtungsstufe angehoben wurden, was dazu führte, dass derartige Filme mit z. B. einer Empfindlichkeit von zuvor 100 ASA („alte ASA“) ohne Änderungen an der Emulsion nun 200 ASA („neue ASA“) entsprachen. Ältere ASA-Angaben können daher nur eingeschränkt mit den späteren Werten verglichen werden. Die ein Jahr später erfolgte Neufassung der DIN 4512:1961-10 vollzog eine ähnliche Entwicklung. Auch die im britischen Standard BS 1380 von 1963 definierten Filmempfindlichkeiten in „BS“ entsprechen der ASA PH2.5-1960 und dürfen nicht mit einem älteren in England verbreiteten System mit Angaben in B.S.I. verwechselt werden, das den europäischen Scheinergraden entsprach. Die ASA-Norm wurde 1987 von der ISO 5800 abgelöst, die die Verwendung der linearen ASA-Werte (in ihrer Bedeutung ab 1960) als lineare ISO-Werte bis heute fortführt. Die letzte Ausgabe von BS 1380 war in 8 Teile untergliedert; die Normteile, die sich mit der Filmempfindlichkeit befassten, wurden später durch nationale Umsetzung der ISO-Standards ersetzt: BS ISO 6 für Schwarzweißnegativfilm, BS ISO 2240 für Farbumkehrfilm und BS ISO 5800 für Farbnegativfilm. Besonders erwähnenswert ist BS 1380-5 aus dem Jahre 1985 „Speed of sensitized photographic materials - Method for determining the speed of direct positive colour print camera materials“, die 1996 durch BS ISO 7187 ersetzt wurde; damit wurde die zweite Ausgabe von ISO 7187 national in Großbritannien umgesetzt. Die Norm betrifft Materialien für Farbdruckkameras.
Neben dem bereits etablierten linearen ASA-Wert wurden im Rahmen der ASA PH2.5-1960 auch logarithmische ASA-Grade eingeführt (Schreibweise: 100 ASA = 5° ASA), bei der eine Differenz von 1° ASA einer ganzen Belichtungsstufe entsprach und damit jeweils einer Verdoppelung der Filmempfindlichkeit gleichkam. ASA-Grade waren z. T. auch auf Filmverpackungen aufgedruckt und sind als Empfindlichkeitsleitwert Sv im Rahmen des APEX-Systems bis heute in Verwendung.
Die letzte Ausgabe dieser Norm stammt von 1979. Sie trägt die Nummer ANSI PH2.5 und den Titel „Speed of photographic negative materials (monochrome, continuous tone), method for determining“. Sie wurde 1986 ersetzt durch die amerikanische Norm NAPM IT2.5, die eine nationale Umsetzung der internationalen Norm ISO 6 darstellt. Die letzte Ausgabe von NAPM IT2.5 stammt von 1993. NAPM ist die Abkürzung für National Association of Photographic Manufacturers Incorporated.

#### GOST
Bei älteren russischen Kameras wird die Filmempfindlichkeit in GOST (kyrillisch: ГОСТ) nach dem GOST-Standard angegeben. Zu unterscheiden sind der alte Standard GOST 2817-50, der von Oktober 1951 bis zum 31. Dezember 1986 galt und die seit 1928 verwendeten Empfindlichkeiten nach Hurter & Driffield ablöste, und die novellierte GOST-Norm GOST 10691-84, die in der UdSSR ab dem 1. Januar 1987 Gültigkeit hatte. Mit der novellierten Fassung wurde der nationale Standard der alten GOST aufgegeben. Die neue GOST führte nämlich in der Sowjetunion und ihren Nachfolgestaaten die internationale Messweise der ISO ein. Wenn daher in der Fototechnik von GOST die Rede ist, ist üblicherweise die alte GOST gemeint. Deren Werte entsprechen grob denen der ASA, liegen jedoch aufgrund einer anderen Herleitung etwas darunter:
- 90 GOST sind 100 ASA,
- 180 GOST sind 200 ASA usw.

### Historische Systeme
In den Erläuterungen zu DIN 4512 vom Januar 1934 wird als älteste Empfindlichkeitsangabe eine nach Leon Warnerke (Władysław Małachowski) von 1880 erwähnt, deren Unzuverlässigkeit sich bald herausstellte, aber später von Henry Chapman Jones weiterentwickelt wurde.
Um 1890–1900 herum wurden mehrere neue Verfahren entwickelt, u. a. Empfindlichkeitsangaben für Platten nach George Frederick Wynne (Plate Speed Numbers), Alfred Watkins (Exposure Speeds) und Dr. John Henry Smith zur Verwendung mit deren Belichtungsmessern. Weit verbreitet war auch das recht aufwändige Verfahren der Engländer Hurter & Driffield (H&D Speed Numbers) von 1890, dessen Schwächen sich mit dem Aufkommen sensibilisierter Schichten zeigten.
Angaben in Maßeinheiten nach US-amerikanischen beziehungsweise europäischen Scheinergraden, Henry Solomon Wellcome (Wellcome-Belichtungsrechner 1900–1950), Eder-Hecht, B.S.I., Amateur Photographer (A.P.), Compass (Compass Units, CU), Ilford Speed Groups, Philip Smethurst, Weston, General Electric (GE) oder nach Loyd Ancile Jones/Kodak sind ebenfalls ältere Methoden zur Filmempfindlichkeitsbestimmung, die heute nicht mehr gebräuchlich sind.

#### Scheinergrade

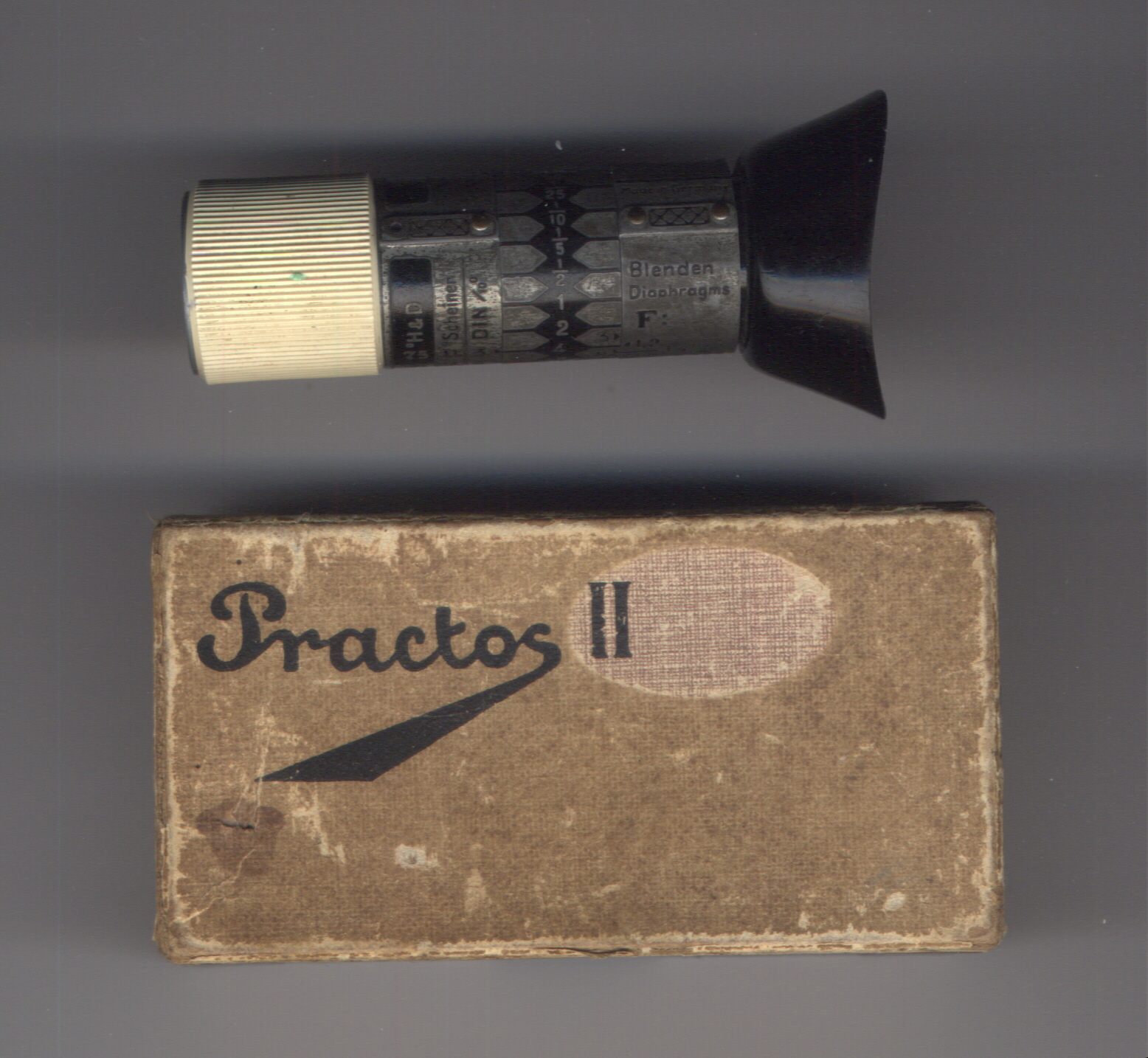
Optischer Belichtungsmesser mit DIN-, Scheiner- und H-&-D-Graden; der Belichtungsmesser hat einen Ring mit unterschiedlich hellen Zahlen, die Zahl, die gerade noch erkennbar ist, entspricht der Helligkeit.

Eines der ältesten bekannten Systeme zur Angabe der Empfindlichkeit von fotografischen Materialien stammt von dem Astronomen Julius Scheiner (1858–1913), der seine Angaben im Jahr 1894 erstmals spezifizierte.
„Scheiner ließ mit einer bestimmten Geschwindigkeit eine lichtundurchlässige Scheibe rotieren, aus der eine Öffnung herausgesägt war in der Gestalt von 20 konzentrischen Sektorringen, deren Sektorwinkel von außen nach innen eine zunehmende geometrische Folge bildeten. Die Konstante der geometrischen Folge war so gewählt, dass der letzte Winkel 100 mal größer als der erste war. Die Konstante entsprach somit der neunzehnten Wurzel aus 100, also ungefähr 1,274… Eine genormte Lichtquelle beleuchtete die Scheibe aus einer ganz bestimmten Distanz. Hinter der Scheibe war eine Kassette angebracht […], die das zu prüfende Material aufnahm. Diese Kassette wurde genau eine Minute lang geöffnet, während der die Scheibe rotierte. Die Nummer des ersten Ringes, von innen nach außen gezählt, hinter dem das Material nach der Entwicklung eine minimale, genau festgelegte Schwärzung aufwies, bestimmte den Empfindlichkeitsgrad in Scheinergraden des zu prüfenden Materials. Der letzte Grad dieser Skala (die später auf höhere Empfindlichkeitsgrade erweitert werden sollte), der Grad 20, entsprach einer 100 mal höheren Empfindlichkeit als der erste. Ein Unterschied von 3º Scheiner entspricht annähernd einer doppelten Empfindlichkeit, da die dritte Potenz der neunzehnten Wurzel von 100, nämlich 2,069…, eine Annäherung an die Zahl 2 bildet.“
{\displaystyle {\sqrt[{19}]{100^{3}}}=2{,}069\dots \approx 2}
Das ursprünglich für astronomische Zwecke gedachte, zunächst auf 20° beschränkte im deutschen Sprachraum weit verbreitete Scheiner-Verfahren wurde später von Josef Maria Eder verbessert. Dazu heißt es in den Erläuterungen zu DIN 4512 aus dem Jahre 1934, die die Einführung des genormten Verfahrens begründen sollen:
„Auch hier erwies sich nach einiger Zeit, dass das Meßverfahren trotz der von Eder vorgenommenen Abänderungen den Anforderungen der Praxis nicht vollständig Rechnung zu tragen vermag, so dass jeder Hersteller […] nach seinem eigenen System die Empfindlichkeit in Scheinergraden ermitteln muß, häufig in sehr primitiver Weise durch […] Vergleich mit Erzeugnissen anderer Hersteller. Die so ermittelten Gebrauchs-Scheinergrade haben mit dem ursprünglich […] ausgearbeiteten Meßverfahren nach Scheiner sachlich nichts mehr zu tun. […] Als Folge ist allmählich eine Inflation in Empfindlichkeitsgraden eingetreten, für die das Scheiner'sche Verfahren nichts mehr als den Namen hergibt.“
16° (europäische) Scheiner entsprechen etwa ISO 3/6°, 19° (europäische) Scheiner entsprechen etwa ISO 6/9°.

#### Weston Film Speed Ratings
Die Weston Film Speed Ratings stammen aus den 1930er Jahren, also aus einer Zeit, als es die ASA-Norm noch nicht gab; sie wurden von dem gleichnamigen Hersteller Edward Weston von Belichtungsmessern eingeführt und bis 1956 (Produktionsende des Belichtungsmessers Modell II) fortgeführt. Als Faustregel kann man Angaben von ASA (bis 1960) nach Weston umrechnen, indem man von dem ASA-Wert 1/3 Blende abzieht; aus 125 ASA („alte ASA“) werden somit 100 Weston. Weston-Belichtungsmesser ab 1956 (Modell III) übernahmen die ASA-Skalierung.

#### General Electric (GE)
Die Angaben nach General Electric (GE) waren in den 1940er und 1950er Jahren gebräuchlich. Als Faustregel kann man Angaben von ASA (bis 1960) nach GE umrechnen, indem man zu dem ASA-Wert 1/3 Blende dazuzählt; aus 100 ASA („alte ASA“) werden somit 125 GE.

## Differenzierungsbereiche
Fotografische Aufnahmematerialien sind in unterschiedlichen Filmempfindlichkeiten erhältlich. Heute bekommt man fotografische Filme mit Empfindlichkeiten zwischen etwa ISO 25/15° (niedrigempfindlicher Film) und ISO 3200/36° (höchstempfindlicher Film).
Ein empfindlicherer Film ermöglicht freihändiges Fotografieren bei schlechten Lichtverhältnissen, höhere Blitzreichweiten und kürzere Belichtungszeiten. Die Körnigkeit steigt mit der Empfindlichkeit an, daher wird schon bei geringen Vergrößerungen von Negativen empfindlicher Filme die Struktur des Korns sichtbar. Auch die Schärfe und die Auflösung sind bei niedrigempfindlichen Filmen besser.
Diese Zuordnungen sind abhängig von der technischen Entwicklung und damit relativ; Filmempfindlichkeitsangaben über einen „hochempfindlichen“ Film sind keine absoluten Einstufungen. Als „normalempfindlich“ wurde Anfang des 20. Jahrhunderts beispielsweise ein Material bezeichnet, das über eine Filmempfindlichkeit von etwa 5° DIN (2,5 ASA) verfügte wie der Agfacolor-Farbfilm von 1936; der Kodachrome aus demselben Jahr wies bereits 10 ASA auf und war damit – für einen Farbfilm – hochempfindlich. Das Kodacolor-Verfahren von 1942 wies mit 20 ASA eine sensationelle Empfindlichkeit auf. Die folgenden Zuordnungen beziehen sich daher auf die heutige Einteilung (Stand 2004).

### Niedrigempfindliche Filme
Niedrigempfindliche Filme bieten die höchste Schärfeleistung und die feinste Körnigkeit. Sie sind daher besonders geeignet für die Diaprojektion, die Anfertigung von Abzügen in Postergröße sowie die Fotografie bei starker Helligkeit mit Offenblende und lichtstarkem Objektiv.
Zu den niedrigempfindlichen Spezialfilmen gehören unter anderem die ortho- und panchromatischen Dokumentenfilme, niedrigempfindliche Halbtonfilme und Luftbildfilme sowie Schwarzweißumkehrfilme und Infrarotfilme.
- ISO 25/15° (Auflösung etwa 350–185 Linien/mm): Zum Beispiel Kodak Kodachrome 25 (Herstellung eingestellt), Fotokemika Efke 25, Agfapan APX 25 (Herstellung eingestellt), Adox CHS 25
- ISO 50/18°: Zum Beispiel Fotokemika Efke 50, Ilford Pan F Plus oder Fujifilm Fujichrome Velvia (50) RVP, Adox CHS 50
- ISO 64/19°: Zum Beispiel Kodak Kodachrome 64 (Herstellung eingestellt), Tasma FN 64 (Herstellung eingestellt)

### Normalempfindliche Filme
Am häufigsten verkauft werden heute Filme mittlerer Empfindlichkeit (100/21° und zunehmend ISO 200/24°). Dazu zählen auch normalempfindliche Halbtonfilme sowie chromogene Filme.
- ISO 100/21°: Zum Beispiel Fuji Fujichrome Sensia 100 (Diafilm), Kodak Elitechrome 100 (Diafilm), Kodak Tmax 100, Orwo UN54, Ilford Delta 100
- ISO 125/22°: Zum Beispiel Ilford FP4
- ISO 160/23°: Die meisten Portraitfilme, zum Beispiel Agfa Agfacolor Portrait 160, Kodak Portra 160NC, Kodak Portra 160VC
- ISO 200/24°: Zum Beispiel Fuji Fujicolor Superia 200 (Consumer-Farbnegativfilm), Fuji Fujichrome Sensia 200 (Diafilm), Kodak Kodachrome 200 (Diafilm; Herstellung eingestellt)

### Hochempfindliche Filme
Hochempfindliche Filme eignen sich besonders für die Sportfotografie sowie das Fotografieren mit Teleobjektiven. Den ersten hoch- beziehungsweise nach damaligen Maßstäben höchstempfindlichen Farbfilm stellte 1967 Ansco mit dem Anscochrome-Diafilm und einer Empfindlichkeit von 500 ASA vor.
- ISO 400/27° (Auflösung etwa 100–150 Linien/mm): Zum Beispiel Kodak Tri-X, Kodak Tmax 400, Ilford Delta 400, Ilford HP5, Ilford Delta 400, Fuji Neopan Professional 400 (Schwarzweißfilm), Orwo N74, Fuji Provia 400 F (Professional-Film), Fuji Superia X-TRA 400 (Consumer-Film), Ilford XP2 Super 400 (Monochromatischer Film), Kodak Farbwelt 400 (Consumer-Film), Kodak Elitechrome 200 (Diafilm)
- ISO 800/30°: Zum Beispiel Fuji Superia X-TRA 800, Kodak Portra 800 (Portraitfilm)

### Höchstempfindliche Filme
Höchstempfindliche Filme eignen sich besonders für die Available-Light-Fotografie, Astrofotografie und Theaterfotografie. Höchstempfindliche Consumer-Diafilme werden nicht mehr angeboten, in diesem Segment gibt es ausschließlich Negativfilme mit bis zu ISO 1600/33°.
- ISO 1600/33°: Zum Beispiel Fuji New Superia 1600 (Consumer-Film), Fuji Neopan 1600 (SW-Film)
- ISO 3200/36°: Ilford Delta 3200 (SW)(*), Kodak Tmax P3200 (SW)
- ISO 6400/39°: Kodak Ektapress 6400 (Herstellung eingestellt)

(*) Der Ilford Delta 3200 Professional besitzt laut Datenblatt des Herstellers eine nach ISO-Norm ermittelte Nennempfindlichkeit von ISO 1000/31°. Dennoch empfiehlt der Hersteller weiter, den Belichtungsmesser so einzustellen, als ob der Film eine ISO-Nennempfindlichkeit von ISO 3200/36° hätte. Die Angabe 3200 im Produktnamen entspricht an dieser Stelle vielmehr dem EI-Wert (EI = Exposure Index), der bei 3200/36 liegt.

## Geschichte und Entwicklung
Die ersten fotografischen Emulsionen aus den 1850er Jahren (Nasses Kollodiumverfahren) wiesen eine noch recht geringe Lichtempfindlichkeit auf; die Belichtungszeiten lagen meist im Bereich von einigen Sekunden bis Minuten. Zum Vergleich: Die ersten Fotografien überhaupt benötigten noch acht Stunden. Dieser Wert wurde mit der Gelatine-Trockenplatte von 1871 etwa um den Faktor 100 verbessert; der Trockenplattenprozess erreichte eine Empfindlichkeit von etwa 5 ASA.
Ab Ende des 19. Jahrhunderts wurde die Lichtempfindlichkeit standardisiert, die erste Messgröße waren die Scheinergrade; danach wurden noch verschiedene weitere Verfahren von General Electric (GE), Weston und GOST entwickelt, heute sind jedoch nur noch Angaben in ASA und DIN sowie seit 1979 in ISO gebräuchlich.
Die schwarz-weißen Rollfilme der 1920er Jahre hatten – umgerechnet aus den alten Scheinergraden – eine Empfindlichkeit von etwa ISO 16/13°. Eine Verbesserung brachte der Agfa Isochrom, der 1932 ISO 32/16° und 1934 ISO 50/18° erreichte. Noch empfindlicher waren der Kodak Panatomic von 1939 mit ISO 64/19°, der Voigtländer Bessapan mit ISO 100/21° sowie schließlich der Gevaert Gevapan von 1952 mit ISO 160/23°.
Die ersten Farbfilme, wie der Agfacolor-Farbfilm von 1936, wiesen eine Empfindlichkeit von ISO 2,5/5° auf. Der zeitgenössische Kodachrome hatte bereits ISO 10/11° und war damit – für einen Farbfilm damaliger Verhältnisse – hochempfindlich. Das Kodacolor-Verfahren von 1942 hatte mit ISO 20/14° eine sensationelle Empfindlichkeit. In den 1950er Jahren hatte das typische schwarz-weiße Aufnahmematerial für Boxkameras eine Empfindlichkeit von ISO 40/17°.
Den ersten hoch- beziehungsweise nach damaligen Maßstäben höchstempfindlichen Film stellte 1967 Ansco mit dem Anscochrome-Diafilm und einer Filmempfindlichkeit von ISO 400/27° vor. Weitere hochempfindliche Farbnegativfilme mit ISO 400/27° erschienen 1977 am Markt (Fujicolor II 400, Kodacolor 400). Entsprechendes Umkehrmaterial folgte ein Jahr später mit dem Ektachrome 400.
1982 führte Kodak die T-Grain-Technologie auf Basis von Silberhalogenidkristallen ein und brachte mit dem Kodacolor VR-1000 den ersten höchstempfindlichen Film nach heutigen Maßstäben auf den Markt. Ende der 1980er Jahre erschienen Diafilme von Agfa mit 1000 ASA, 1993 konfektionierte Fuji den ersten Farbnegativfilm mit ISO 800/30° (Fujicolor Super G).
Seit 1983 sind Filme DX-kodiert, das heißt, auf der Filmpatrone befindet sich ein automatisch auslesbarer Code, der neben anderen Angaben auch die Nennempfindlichkeit des Films enthält.

## Eigenschaften
Mit steigender Empfindlichkeit geht das Auflösungsvermögen des Films zurück, da die lichtempfindlichen Kristalle immer größer werden und am Ende als grobes Korn auch auf dem Foto sichtbar werden können. Höher empfindliche Filme haben eine schlechtere Farbtreue und Einbußen beim Kontrastumfang (vergleiche Gradationsverhalten). Außerdem steigt mit der Empfindlichkeit in der Regel auch der Verkaufspreis.
Bei älteren Kameras muss die Filmempfindlichkeit manuell eingestellt werden; moderne elektronische Kameras werten dafür die DX-Kodierung auf der Filmpatrone aus, welche Informationen über die Filmempfindlichkeit und -länge enthält.

## Push- und Pull-Entwicklung

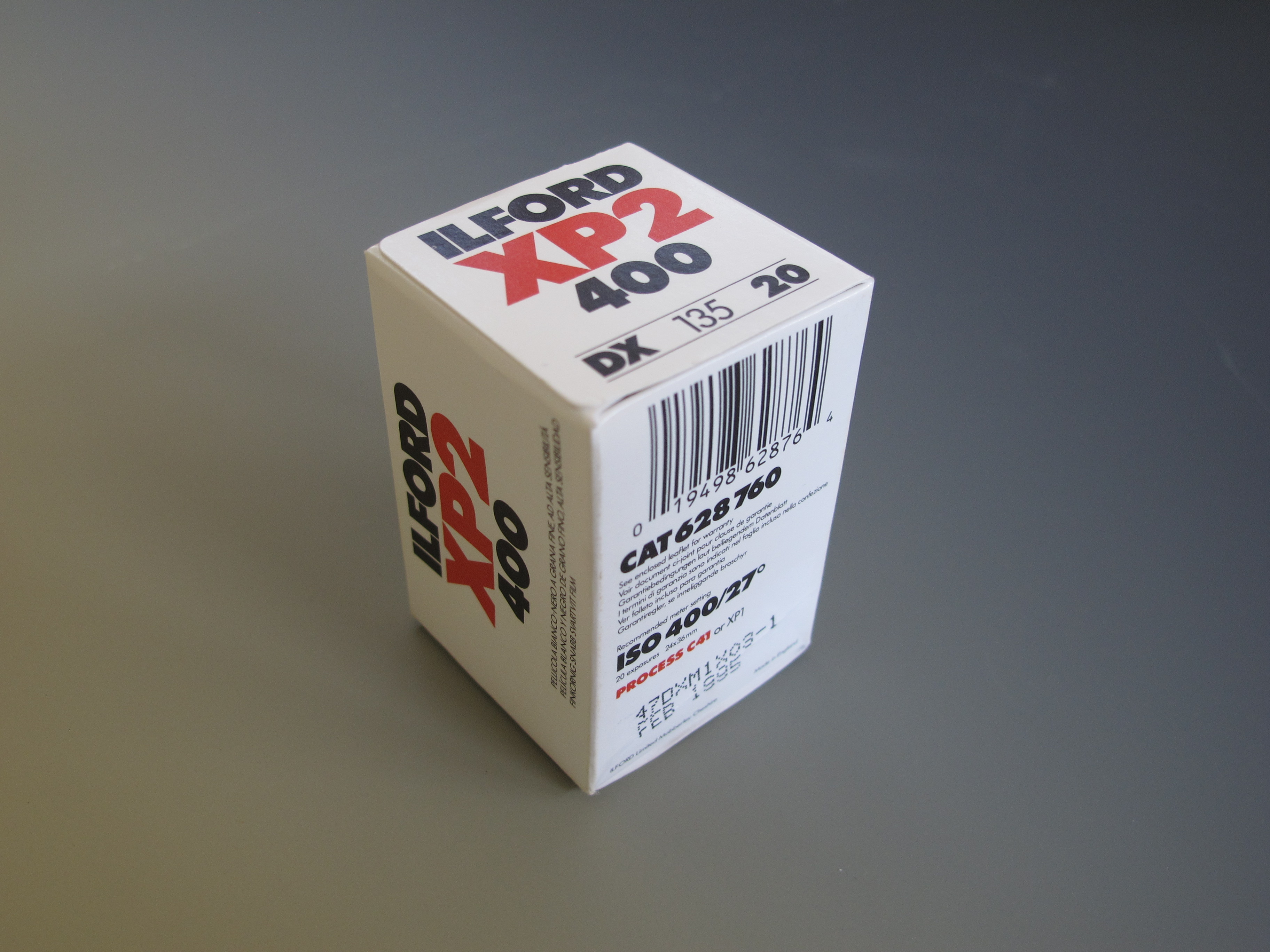
C-41 für Schwarzweißfilm

Die Empfindlichkeit eines Films hängt nicht nur von der Herstellung des Films ab, sondern auch etwas von seiner Entwicklung. Die auf die Filme aufgedruckten Angaben sind Nennempfindlichkeiten, die sich auf die standardisierten Entwicklungen C-41 für Farbnegativfilme und E-6 für Diafilme beziehen.
Versehentlich oder absichtlich falsch belichtete Filme können mit einer Sonderentwicklung entwickelt und so mit teilweise deutlich steileren oder auch flacheren Gradationskurven versehen werden; das bezeichnet man als Überentwickeln (Pushen) beziehungsweise Unterentwickeln (Pullen). Die Filmempfindlichkeit ändert sich beim Pushen kaum (nur der Anstieg wird steiler °), beim Pullen wird die Filmempfindlichkeit geringer.
Die Push- und Pullbarkeit von Filmen unterscheidet sich je nach Filmsorte und – insbesondere bei Consumer-Filmen – auch von der jeweiligen Charge. Bei professionellem Aufnahmematerial wird das Push- und Pullverhalten des jeweiligen Films in den Datenblättern der Hersteller dokumentiert, ebenso die dazugehörige Gradationskurve bei modifizierten Entwicklungsparametern.
Farbnegativfilme weisen ohnehin einen recht hohen Belichtungsspielraum von bis zu ± drei Blendenstufen auf, daher ist eine Push- oder Pullentwicklung hier in der Regel nicht erforderlich. Diafilme verlangen dagegen grundsätzlich eine präzise Belichtung beziehungsweise eine gezielte Über- oder Unterentwicklung, die Toleranzen sind allerdings geringer (in der Regel ± eine Blendenstufe).
Bei Schwarzweißfilmen kann ein Film mit ISO 400/27° in der Regel wie ISO 1600/33° belichtet und um zwei Blendenstufen gepusht entwickelt werden. Bei einer weiteren Verringerung der Belichtung entsprechend ISO 3200/36° und nochmals verlängerter Entwicklung ist dann jedoch mit einer überproportionalen Zunahme der Körnung und mit Quälschleier zu rechnen. Dabei handelt es sich um keine reale Steigerung der Filmempfindlichkeit nach der ISO-Norm, für die Entwicklungsprozess, Negativkontrast und zu erreichende Schattendichte streng festgelegt sind. Push- und Pullprozesse variieren diese Parameter bewusst und passen sie an die Anforderungen einer Aufnahme unter von der Norm abweichenden Anforderungen an. Schattenpartien verlieren beim Pushprozess mit SW-Negativfilm durch die im Vergleich zur stark verringerten Belichtung nur geringfügig zunehmende tatsächliche Filmempfindlichkeit zunehmend an Zeichnung. Durch den bei der Entwicklungsverlängerung gesteigerten Kontrast wird auch eine differenzierte Wiedergabe der Lichterpartien zunehmend schwierig bis unmöglich.
Pullen verändert genau wie Pushen nur geringfügig die messbare Filmempfindlichkeit. Die Filmempfindlichkeit charakterisiert die Belichtung, die eine leichte Schwärzung des Filmmaterials verursacht. Pullen und Pushen verändern aber die Gradation, so dass der üblicherweise genutzte Belichtungsbereich für Mitten (D = +0,5…1) sich entsprechend verschiebt.

## Physikalische Beziehungen

### Empfindlichkeit beim Schwarzweißnegativfilm
Die Empfindlichkeit von Schwarzweißnegativfilm für die Stehbildfotografie ist in der internationalen Norm ISO 6 vom Februar 1996 definiert, die zugleich in Deutschland als nationale Ausgabe DIN ISO 6 übernommen worden ist. Die 1. Ausgabe der internationalen ISO 6 ist 1974 erschienen. Die Festlegungen gelten nicht für Luftbildaufnahmen, Laufbildfotografie, grafische, radiologische und mikrografische Anwendungen und auch nicht für Negative, die mit Diffusions-Transfer-Systemen erzeugt wurden. Seit September 2000 ersetzt DIN ISO 6 die rein nationale Norm DIN 4512-1, Ausgabe Mai 1993. Sie geht auf DIN 4512 „Negativmaterial für bildmäßige Aufnahmen; Bestimmung der Lichtempfindlichkeit“ vom Januar 1934 zurück. Damit wurde die Empfindlichkeit in „Grad DIN (°DIN)“ eingeführt.
Dazu wird die Schwärzung in Abhängigkeit von der einwirkenden Belichtung bestimmt. Die ISO-Empfindlichkeit S für Schwarzweißnegativfilm basiert auf der Belichtung Hm, die zu einer optischen Dichte von 0,1 (über dem Grauschleier) führt, und wird über die Beziehung S = 0,8 lux·s / Hm berechnet.
Ein Schwarzweißnegativfilm mit 1 DIN/ASA hat bei einer Belichtung
- von 0,8 lux·s eine optische Dichte von D=+0,1 über dem Grauschleier und
- von 16 lux·s eine optische Dichte von D=+0,9 über dem Grauschleier.

Die Entwicklung des Filmes ist etwa so einzustellen, dass sich ein Gammawert der Gradation von etwa 0,61 bis 0,62 einstellt (dD = 0,8; log H/Hm = 1,3). Bei Belichtung von Filmen mit anderen Empfindlichkeiten verringert sich die notwendige Belichtungszeit umgekehrt proportional.
Als Normbelichtung wird eine Belichtung angesehen, deren geometrischer Mittelwert der Helligkeit Hg = 11,38 * Hm ist. Das entspricht einer Belichtung von 9,1 lux·s für eine Empfindlichkeit von 1 DIN.
Da der standardisierte Entwicklungsprozess für viele Anforderungen zu viel Kontrast aufweist, wird der effektive DIN-Wert oft an die Anforderungen an den Bildkontrast korrigiert (z. B. über das Zonen-System).
Der praktisch nutzbare Empfindlichkeitsbereich beginnt knapp unterhalb 0,8 lux·s / ISO-Empfindlichkeit.
Die Schwärzung unterhalb dieser Grenze fällt auf Grund der notwendigen Vier-Photonen-Prozesse sehr schnell ab. Nach oben hin nimmt die Schwärzung über 3 bis 4 Größenordnungen hin zu, so dass die Empfindlichkeit eines Filmes ein Indikator für die minimale Belichtung ist.

### Empfindlichkeit beim Farbnegativfilm
Die Empfindlichkeit des Farbnegativfilms ist in der ISO 5800 definiert.
Dazu wird die optische Dichte getrennt für alle 3 Farben in Abhängigkeit von der einwirkenden Belichtung bestimmt.
Die ISO-Empfindlichkeit S für Farbnegativfilm basiert auf der Belichtung Hm, die zu einer optischen Dichte von 0,1 (über dem Grauschleier) führt, und wird über die Beziehung S = 1,414 lux·s / Hm berechnet.
Die Entwicklung ist im Gegensatz zum Schwarzweißnegativfilm nicht über zwei Punkte festgelegt, sondern bezieht sich auf den Standardentwicklungsprozess, der für den Film vorgesehen ist (meist C-41).
Als Normbelichtung wird eine Belichtung angesehen, deren geometrischer Mittelwert der Helligkeit Hg = 6,43 * Hm ist. Das entspricht einer Belichtung von 9,1 lux·s für eine Empfindlichkeit von 1 DIN.

### Empfindlichkeit beim Farbdiafilm
Die Empfindlichkeit des Farbdiafilms (auch Farbumkehrfilm genannt) ist in der internationalen Norm ISO 2240 vom Oktober 2003 definiert; diese Ausgabe wurde im Oktober 2005 als DIN ISO 2240 in das deutsche Normenwerk übernommen. Die Festlegungen gelten auch für 8-mm- und 16-mm-Laufbildfilme, jedoch nur bei nicht berufsmäßigen Anwendungen.
Dazu wird die optische Dichte in Abhängigkeit von der einwirkenden Belichtung bestimmt. Die ISO-Empfindlichkeit S für Farbdiafilm basiert auf der Belichtung Hm, die zu einer optischen Dichte von 1,0 (über dem Grauschleier) führt, und wird über die Beziehung S = 10,0 lux·s / Hm berechnet.
Die Entwicklung ist im Gegensatz zum Schwarzweißnegativfilm nicht über zwei Punkte festgelegt, sondern bezieht sich auf den Standardentwicklungsprozess, der für den Film vorgesehen ist (meist E-6, bei Kodachrome K-14).
Als Normbelichtung wird eine Belichtung angesehen, deren geometrischer Mittelwert der Helligkeit Hg = 0,91 * Hm ist. Das entspricht einer Belichtung von 9,1 lux·s für eine Empfindlichkeit von 1 DIN.

### Empfindlichkeit bei Halbleiter-Sensoren
CCD- und CMOS-Sensoren digitaler Kameras, die auf dem inneren fotoelektrischen Effekt beruhen, lassen sich nicht mit den Methoden des chemischen Films charakterisieren. Zum einen weisen sie keine optische Dichte auf, zum anderen ist es nicht möglich, die streng linearen Kennlinien von Halbleitersensoren an die Gradationskurven von Filmmaterial anzugleichen. Daher muss man die Charakterisierung auf Grundlage des elektrischen oder des digitalisierten Ausgangssignals des Sensors durchführen.
Auf diese Weise kann auch für Halbleiter-Sensoren eine Filmempfindlichkeit analog zu der eines chemischen Films definiert werden. Die Sensoren können über die Kameraelektronik mittels Software-Parameter auf eine niedrigere beziehungsweise höhere Empfindlichkeit eingestellt werden. Ähnlich wie beim chemischen Film kann das Rauschen bei Einstellung einer niedrigen Empfindlichkeit vermindert werden; die Einstellung einer höheren Empfindlichkeit führt dagegen in der Regel zu einer Zunahme des Bildrauschens. Höhere Empfindlichkeiten werden erreicht, indem das (analoge) Signal des Sensors vor der Digitalisierung stärker verstärkt wird.
| |  |  |
| |  |  |
| Beispiele für die Auswirkung der ISO-Einstellung bei einer digitalen Spiegelreflexkamera (Konica Minolta Dynax 7D) mit CCD-Sensor in APS-C-Größe. |  |  |

Bei digitalen Sensoren wird die Empfindlichkeit, je nach Anwendungsfall, entweder in Bezug auf den Sättigungsgrad des Sensors bei viel Licht, in Bezug auf das Signal-Rausch-Verhältnis (SNR) oder einfach auf Basis von Herstellerempfehlungen definiert (ISO 12232, Photography – Electronic Still Picture Cameras – Determination of ISO Speed).
Die Kameraelektronik bzw. der RAW-Konverter wird anhand des gewünschten ISO-Werts so kalibriert, dass die digital kodierte Belichtung in einen Pixelwert umgewandelt wird, der im verwendeten Farbraum für die tatsächliche Remission des Objekts steht (im Mittel ca. 18 Prozent). Als Referenz wird der grüne oder der gelbe Kanal herangezogen, da diese am empfindlichsten sind.
Bei der Definition der Empfindlichkeit von Halbleitersensoren (inklusive des Analog-Digital-Wandlers) gibt es mehrere Probleme:
- Viele Halbleitersensoren haben einen schaltbaren Vorverstärker, der zu unterschiedlichen Empfindlichkeiten führt.
- Halbleitersensoren sind für normale Fotografie zu breitbandig, so dass Sperrfilter davor kommen, die die Empfindlichkeit um den Faktor 2 bis 2,5 reduzieren. In der Praxis misst man in diesem Fall die Empfindlichkeit von Sensor+Sperrfilter.
- Es gibt verschiedene Definitionen für die Empfindlichkeit, sättigungsbasierte und SNR-basierte, letztere zusätzlich mit verschiedenen Zusatzparametern.
- Ein Halbleitersensor ist in Kombination mit der Kameraelektronik so flexibel, dass man das ganze Konzept der standardisierten Filmempfindlichkeit in Frage stellen kann. Diese Erkenntnis hat auch zur Festlegung von mehr oder weniger willkürlichen ISO-Werten seitens der Kamerahersteller geführt.

#### Sättigungsbasierte Empfindlichkeit
Die sättigungsbasierte Empfindlichkeit Ss (Basis ISO-Wert) beruht auf der Messung der Sättigungsbelichtung Hs. Diese ist bei kumulierenden Sensoren eine vergleichsweise gut bestimmbare Größe. Irgendwann sind die ladungssammelnden Pixel so voll, dass die dadurch hervorgerufene Spannung (U = Q/C) so hoch ist, dass die Elektronen die Pixel verlassen können. Die gesammelte Ladung (Full Well Capacity) und die dazugehörige Belichtung (in lux·s) kann man messen.
Definiert ist die sättigungsbasierte Empfindlichkeit durch Ss = 78 lux·s / Hs.
Anders als beim chemischen Film kann man bei einem digitalen Sensor nicht direkt einen mittleren Farbton bzw. Dichtewert vorschreiben. Daher wird Hm in Relation zu jener Belichtung gesetzt, bei der der Sensor bzw. der A/D-Wandler in Sättigung geht. Ein üblicher Wert ist hier 18/106, wenn man als Referenzobjekt eine 18-Prozent-Graukarte verwendet und 6 Prozent Sicherheitsreserve für die Sättigung einplant. Professionelle Geräte rechnen hier bis zu 80 Prozent Reserve ein und geben den Basis-ISO-Wert daher wesentlich vorsichtiger an als Consumer-Geräte.
Die Reserve eines handelsüblichen digitalen Sensors bis zur Sättigung beträgt bei einer Kalibrierungsreferenz von 18/106 der maximalen Sättigung somit log2(106/18) + 0,3 = 2,9 Blendenstufen über dem gemessenen Wert, da sich ein digitaler Sensor proportional zur Belichtungsänderung sättigt. Das ist etwas mehr als beim Farbumkehrfilm, aber weniger als bei einem Negativfilm. In der anderen Richtung gibt es definitionsgemäß mindestens −2,5 Blenden Reserve, die tatsächliche Empfindlichkeitsgrenze hängt vom Signal-Rausch-Verhältnis des Sensors ab.
Die sättigungsbasierte Empfindlichkeit orientiert sich allein an der Sättigungsgrenze eines Sensors. Er korreliert gut mit der minimal möglichen Empfindlichkeit eines Halbleitersensors, sagt aber nichts über die Signalqualität bei wenig Licht aus. Bei Vergrößerung der Speicherfähigkeit der Pixel bei sonst gleichen Eigenschaften verringert sich die sättigungsbasierte Empfindlichkeit, obwohl der Sensor dadurch nicht weniger empfindlich wird.
Die Website von DXOMark, die umfangreiche Messwerte von Sensoren aktueller Digitalkameras bereitstellt, definiert die Empfindlichkeit durch S = 110 lux·s / Hs. Das ist gleichbedeutend damit, dass ein Sensor ab etwa 220 % des Weißwertes zu clippen hat. Viele aktuelle Kameras haben aber mittlerweile nach oben hin mehr Reserve (um ausgefressene Lichter zu vermeiden), was auf der DXOMark-Website als falsch angegebene ISO-Empfindlichkeit angekreidet wird.

#### SNR-basierte Empfindlichkeit
Signal-Rausch-Verhältnis (SNR) basierte ISO-Empfindlichkeiten geben einen besseren Eindruck von der Signalqualität bei wenig Licht. Die ISO-Empfindlichkeit S hängt dabei von der jeweiligen Messvorschrift ab:
S10=10/H10 ist die Empfindlichkeit, bei der mit einer Belichtung von H10 ein gerade noch akzeptables Bild (SNR-Wert von 10) erreicht wird.
S40=10/H40 ist die Empfindlichkeit, bei der mit einer Belichtung von H40 das erste exzellente Bild (SNR-Wert von 40) erreicht wird.
Der SNR und die Sättigungsreserve (= Dynamikbereich) entscheiden über die Güte des Sensors: Hochwertige Sensoren zeigen Details im Schatten und in den Lichtern, während einfachere Sensoren dort nur reines Schwarz oder Weiß liefern. Die SNR-Daten der in Digitalkameras verwendeten Sensoren verlassen daher selten die Labore der Hersteller.

#### Recommended Exposure Index (REI)
Recommended Exposure Index bezeichnet den empfohlenen Wert für die ISO-Filmempfindlichkeit S des Sensors. Diese Definition wird seit 2004 für Consumer Digitalkameras angewendet und basiert auf der Erkenntnis der japanischen Camera & Imaging Products Association (CIPA), dass komplexe standardisierte Messverfahren nach ISO 12232 für Consumer Geräte wenig Sinn ergeben, bei denen das Bild meist vom Bildprozessor in der Kamera "schöngerechnet" wird (CIPA DC-004 - Sensitivity of digital cameras).
Der REI wird über folgende Formel definiert: SREI=10/Hm. Dabei ist Hm die vom Hersteller empfohlene, durchschnittliche Belichtung der Sensorebene. Konkrete Messvorschriften gibt es hier keine, es wird davon ausgegangen, dass die Hersteller selbst am besten wissen, wie die Kamera für den durchschnittlichen Konsumenten die besten Bilder macht.

### Filmempfindlichkeit und Belichtung
Die Beleuchtungsstärke am Film bzw. Sensor kann durch Messung der Leuchtdichte L eines remittierenden Objekts in der Szene über folgende Formel bestimmt werden:
{\displaystyle \mathrm {E} ={\frac {b\cdot L}{k^{2}}}}
k steht dabei für die effektive Blendenzahl des Objektivs. Der Faktor b = 0,650 ergibt sich aus den physikalischen Eigenschaften des Objektivs (Linsentransmission, Vignettierungs- und Streulichtfaktor), einer Objektdistanz vom 80-fachen der Brennweite und einem Winkel von 12° von der Objektivachse (ISO-Messvorschrift). Bei einem TTL-Belichtungsmesser ist b ca. 2 Prozent größer, da die Brennweite des Objektivs und die Objektdistanz bei der Messung automatisch berücksichtigt werden. Wenn man zur Vereinfachung der Messung von einem weit entfernten Objekt auf der Objektivachse ausgeht, wird b = 0,728.
Mit der Belichtungszeit t in Sekunden ergibt sich die Belichtung H des Films bzw. Sensors
{\displaystyle \mathrm {H} =E\cdot t={\frac {b\cdot L\cdot t}{k^{2}}}}
Der korrekte Belichtungwert Hb (siehe auch Belichtung (Fotografie)) ergibt sich aus dem DIN/ASA-Wert der Filmempfindlichkeit S gemäß ANSI/ISO 2720-1974 über folgende Formel:
{\displaystyle \mathrm {H_{b}} ={\frac {b\cdot K}{S}}}
Der Faktor K ist der Kalibrierungsfaktor des Belichtungsmessers und wird laut ANSI/ISO 2720-1974 zwischen 10,6 und 13,4 gewählt. Normalerweise ist K = 12,5 bei Nikon, Canon, Sekonic und K=14 bei Minolta und Pentax. Dieser Unterschied spielt aber praktisch kaum eine Rolle.
Über die jeweilige Definition der Empfindlichkeit ergibt sich somit die Relation zwischen der vom Belichtungsmesser vorgeschlagenen Belichtung Hb und der bei der Norm festgelegten Referenzbelichtung Hm. Die Unterschiede spiegeln die verschiedenen Messvorschriften pro Filmtyp wider (Referenz an der Basis der Dichtekurve oder bei definierter mittlerer Dichte bzw. Sättigung)
- Für Schwarzweißnegativfilme gilt: {\displaystyle H_{b}={\tfrac {b\cdot K}{\mathrm {S} }}={\tfrac {b\cdot K}{0,8}}\cdot H_{m}=10{,}16\cdot H_{m}} (entspricht +3,3 Blendenstufen über Hm)
- Für Farbnegativfilme gilt: {\displaystyle H_{b}={\tfrac {b\cdot K}{\sqrt {2}}}\cdot H_{m}=5{,}75\cdot H_{m}} (entspricht +2,5 Blendenstufen über Hm)
- Für Farbumkehrfilme (sättigungs-basierende Messung) gilt: {\displaystyle H_{b}={\tfrac {b\cdot K}{10}}\cdot H_{m}=0{,}81\cdot H_{m}} (entspricht −0,3 Blendenstufen in Relation zu Hm)

Die Abweichung vom Referenzwert liegt nicht etwa an der „falschen“ Kalibrierung des Belichtungsmessers, sondern an der Geometrie der Szene und der Definition der Filmempfindlichkeit.

## Umrechnung der Filmempfindlichkeiten
Umrechnung zwischen ISO, DIN, ASA und GOST:
Umrechnung zwischen ASA und DIN: DIN = 21° + 10° · log(ASA/100)
Umrechnung zwischen ASA und GOST: GOST ≈ 0,9 · ASA
(log steht hier, wie bei Taschenrechnern üblich, für den Dekadischen Logarithmus, und nicht, wie in vielen Softwaresystemen, für den natürlichen Logarithmus.)
Die Tabelle zeigt die Filmempfindlichkeiten nach der American Standards Association (ASA PH2.5-1960), dem Deutschen Institut für Normung e. V. (DIN 4512:1961-10) und der Internationalen Organisation für Normung (ISO 6:1974, ISO 2240:1982, ISO 5800:1979) sowie Werte nach der „alten“ GOST 2817-50 vor der Novellierung am 1. Januar 1987. Ebenfalls angegeben sind die Empfindlichkeitsleitwerte Sv (englisch speed value / sensitivity) (auch als logarithmische ASA-Grad bekannt) gemäß dem im Rahmen der Normen ASA PH2.5-1960, ASA PH2.12-1961 und ANSI PH3.49-1971 entwickelten APEX-System.
| Sv | ASA (ab 1960)     | DIN (ab 1961) | ISO (ab 1974)             | GOST (bis 1986) |
| -- | ----------------- | ------------- | ------------------------- | --------------- |
| −2 |                   | 0             |                           |                 |
|    | 1                 | 1             | 1/1°                      | (1)             |
|    | 1,2               | 2             | 1,2/2°                    | (1)             |
| −1 | 1,6               | 3             | 1,6/3°                    | 1,4             |
|    | 2                 | 4             | 2/4°                      | (2)             |
|    | 2,5               | 5             | 2,5/5°                    | (2)             |
| 0  | 3 (3,125)         | 6             | 3/6°                      | 2,8             |
|    | 4                 | 7             | 4/7°                      | (4)             |
|    | 5                 | 8             | 5/8°                      | (4)             |
| 1  | 6 (6,25)          | 9             | 6/9°                      | 5,5             |
|    | 8                 | 10            | 8/10°                     | (8)             |
|    | 10                | 11            | 10/11°                    | (8)             |
| 2  | 12 (12,5)         | 12            | 12/12°                    | 11              |
|    | 16                | 13            | 16/13°                    | (16)            |
|    | 20                | 14            | 20/14°                    | (16)            |
| 3  | 25                | 15            | 25/15°                    | 22              |
|    | 32                | 16            | 32/16°                    | (32)            |
|    | 40                | 17            | 40/17°                    | (32)            |
| 4  | 50                | 18            | 50/18°                    | 45              |
|    | 64                | 19            | 64/19°                    | (65)            |
|    | 80                | 20            | 80/20°                    | (65)            |
| 5  | 100               | 21            | 100/21°                   | 90              |
|    | 125               | 22            | 125/22°                   | (130)           |
|    | 160               | 23            | 160/23°                   | (130)           |
| 6  | 200               | 24            | 200/24°                   | 180             |
|    | 250               | 25            | 250/25°                   | (250)           |
|    | 320               | 26            | 320/26°                   | (250)           |
| 7  | 400               | 27            | 400/27°                   | 350             |
|    | 500               | 28            | 500/28°                   | (500)           |
|    | 640               | 29            | 640/29°                   | (500)           |
| 8  | 800               | 30            | 800/30°                   | 700             |
|    | 1000              | 31            | 1000/31°                  | (1000)          |
|    | 1250              | 32            | 1250/32°                  | (1000)          |
| 9  | 1600              | 33            | 1600/33°                  | 1400            |
|    | 2000              | 34            | 2000/34°                  | (2000)          |
|    | 2500              | 35            | 2500/35°                  | (2000)          |
| 10 | 3200              | 36            | 3200/36°                  | 2800            |
|    | 4000              | 37            | 4000/37°                  | (4000)          |
|    | 5000              | 38            | 5000/38°                  | (4000)          |
| 11 | 6400              | 39            | 6400/39°                  | 5600            |
|    | 8000              | 40            | 8000/40°                  |                 |
|    | 10.000            | 41            | 10.000/41°                |                 |
| 12 | 12.500 (12.800)   | 42            | 12.500/42° (12.800/42°)   |                 |
|    | 16.000            | 43            | 16.000/43°                |                 |
|    | 20.000            | 44            | 20.000/44°                |                 |
| 13 | 25.000 (25.600)   | 45            | 25.000/45° (25.600/45°)   |                 |
|    | 32.000            | 46            | 32.000/46°                |                 |
|    | 40.000            | 47            | 40.000/47°                |                 |
| 14 | 50.000 (51.200)   | 48            | 50.000/48° (51.200/48°)   |                 |
|    | 64.000            | 49            | 64.000/49°                |                 |
|    | 80.000            | 50            | 80.000/50°                |                 |
| 15 | 100.000 (102.400) | 51            | 100.000/51° (102.400/51°) |                 |
|    | 125.000           | 52            | 125.000/52°               |                 |
|    | 160.000           | 53            | 160.000/53°               |                 |
| 16 | 200.000 (204.800) | 54            | 200.000/54° (204.800/54°) |                 |
|    | 250.000           | 55            | 250.000/55°               |                 |
|    | 320.000           | 56            | 320.000/56°               |                 |
| 17 | 400.000 (409.600) | 57            | 400.000/57° (409.600/57°) |                 |
|    | 500.000           | 58            | 500.000/58°               |                 |
|    | 640.000           | 59            | 640.000/59°               |                 |
| 18 | 800.000           | 60            | 800.000/60°               |                 |
|    | 1.000.000         | 61            | 1.000.000/61°             |                 |
|    | 1.250.000         | 62            | 1.250.000/62°             |                 |
| 19 | 1.600.000         | 63            | 1.600.000/63°             |                 |
|    | 2.000.000         | 64            | 2.000.000/64°             |                 |
|    | 2.500.000         | 65            | 2.500.000/65°             |                 |
| 20 | 3.200.000         | 66            | 3.200.000/66°             |                 |
|    | 4.000.000         | 67            | 4.000.000/67°             |                 |

In Fettdruck sind (sofern bekannt) die Werte hervorgehoben, die tatsächlich in den jeweiligen Normreihen aufgeführt sind. Höhere und niedrigere Werte sind entweder mathematisch hergeleitet oder stammen aus der Fotopraxis mit Kameras, Belichtungsmessern oder Filmen.
Die ASA-Werte bis 6.400 sind in ASA PH2.12-1961 definiert (auch 12.500 ASA wird als die nächste volle Stufe bereits erwähnt), ISO-Werte 4/7° bis 3200/36° sind in ISO 5800:1987, die ISO-Werte 6/9° bis 10.000/41° in ISO 12232:1998-08 definiert, höhere Werte sind entsprechend den dort vorgestellten Konventionen „im Sinne der Norm“ extrapoliert. Canon und Nikon verwenden für einige der hohen Empfindlichkeitsangaben jedoch seit 2009 leicht abweichende Werte (in Klammern), die sich direkt aus der Multiplikation ergeben.
GOST-Werte in Klammern sind angegeben, wenn ein nach GOST 2817-50 genormter Film kein eindeutiges nach ASA/ISO genormtes Äquivalent besitzt. Der Wert in Klammern bezeichnet dann diejenige GOST-Empfindlichkeit, die der ASA-/ISO-Empfindlichkeit der jeweiligen Zeile am nächsten kommt.
Vergleichende historische Filmempfindlichkeitsangaben bis ca. 1960. Ebenfalls angegeben sind die Empfindlichkeitsleitwerte Sv gemäß dem APEX-System. Die Tabelle kann nur Anhaltspunkte für eine praxistaugliche Zuordnung geben, da sich die Werte aufgrund unterschiedlicher Definitionen und Messverfahren nicht immer direkt ineinander umrechnen lassen.
| Sv      | DIN (bis 1961) | DIN (ab 1961) | ASA (bis 1960) | ASA (ab 1960) | Weston (bis 1955) | General Electric (GE) (bis 1945) | Ilford- Gruppe | Amateur Photographer (A.P.) | Scheiner (Sch.) (amerikanisch) | Scheiner (Sch.) (europäisch) | BSI (log.) | Hurter & Driffield (H&D) (britisch) | Watkins | Wynne | Warnerke (Warn.) | Eder- Hecht | Wellcome (bis 1950) |
| ------- | -------------- | ------------- | -------------- | ------------- | ----------------- | -------------------------------- | -------------- | --------------------------- | ------------------------------ | ---------------------------- | ---------- | ----------------------------------- | ------- | ----- | ---------------- | ----------- | ------------------- |
| −3 (−2) |                | 0             |                |               |                   |                                  |                |                             | 1° (2°)                        | 7° (5°)                      | 6° (7°)    |                                     | 18      |       | 12               | 45          | 6                   |
|         |                | 1             |                | 1             |                   |                                  |                |                             | 2° (3°)                        | 8° (6°)                      | 7° (8°)    |                                     | 22      | F20   | 13               | 48          | 4                   |
|         |                | 2             | 0,6            | 1,2           |                   | 0,6                              |                |                             | 3° (4°)                        | 9° (7°)                      | 8° (9°)    |                                     | 28      | F23   | 14               | 50          | -                   |
| −2 (−1) | 0°             | 3             | 0,8            | 1,6           |                   |                                  |                |                             | 4° (5°)                        | 10° (8°)                     | 9° (10°)   |                                     | 35      | F28   | 15               | 53          | 3                   |
|         | 1°             | 4             | 1              | 2             |                   | 1                                |                |                             | 5° (6°)                        | 11° (9°)                     | 10° (11°)  |                                     | 45      | F32   | 16               | 56          | 2                   |
|         | 2°             | 5             | 1,2            | 2,5           | 1                 | 1,5                              |                |                             | 6° (7°)                        | 12° (10°)                    | 11° (12°)  |                                     | 51      | F36   | 17               | 58          | -                   |
| −1 (0)  | 3°             | 6             | 1,6            | 3 (3,125)     | 1,2               | 2                                |                |                             | 7° (8°)                        | 13° (11°)                    | 12° (13°)  |                                     | 74      | F39   | 18               | 61          | 3/2                 |
|         | 4°             | 7             | 2              | 4             | 1,5               |                                  |                |                             | 8° (9°)                        | 14° (12°)                    | 13° (14°)  |                                     | 94      | F45   | 19               | 64          | 1                   |
|         | 5°             | 8             | 2,5            | 5             | 2                 | 3                                |                |                             | 9° (10°)                       | 15° (13°)                    | 14° (15°)  |                                     | 120     | F56   | 20               | 66          | -                   |
| 0 (1)   | 6°             | 9             | 3 (3,125)      | 6 (6,25)      | 2,5               | 4                                | A (1)          |                             | 10° (11°)                      | 16° (14°)                    | 15° (16°)  | (80)                                | 153     | F64   | 21               | 68          | 2/3                 |
|         | 7°             | 10            | 4              | 8             | 3                 | (5)                              | A (1)          |                             | 11° (12°)                      | 17° (15°)                    | 16° (17°)  | (100)                               | 195     |       | 22               | 71          | 1/2                 |
|         | 8°             | 11            | 5              | 10            | 4                 | 6                                | A (1)          |                             | 12° (13°)                      | 18° (16°)                    | 17° (18°)  | (125)                               | 250     | F71   | 23               | 74          | -                   |
| 1 (2)   | 9°             | 12            | 6 (6,25)       | 12 (12,5)     | 5                 | 8                                | B (2)          | 7                           | 13° (14°)                      | 19° (17°)                    | 18° (19°)  | 150 (160)                           | 318     | F78   | 24               | 77          | 1/3                 |
|         | 10°            | 13            | 8              | 16            | 6                 | 10                               | B (2)          | 6                           | 14° (15°)                      | 20° (18°)                    | 19° (20°)  | 200                                 | 406     | F90   | 25               | 80          | 1/4                 |
|         | 11°            | 14            | 10             | 20            | 8                 | 12                               | B (2)          | 5                           | 15° (16°)                      | 21° (19°)                    | 20° (21°)  | 250                                 | 516     | F111  | 26               | 82          | -                   |
| 2 (3)   | 12°            | 15            | 12 (12,5)      | 25            | 10                | 16                               | C (4)          |                             | 16° (17°)                      | 22° (20°)                    | 21° (22°)  | 300 (320)                           | 659     |       | 27               | 84          | 1/6                 |
|         | 13°            | 16            | 16             | 32            | 12                | 20                               | C (4)          | 4                           | 17° (18°)                      | 23° (21°)                    | 22° (23°)  | 400                                 | 838     | F128  | 28               | 86          | 1/8                 |
|         | 14°            | 17            | 20             | 40            | 16                | 24                               | C (4)          |                             | 18° (19°)                      | 24° (22°)                    | 23° (24°)  | 500                                 | 1070    |       | 29               | 88          | -                   |
| 3 (4)   | 15°            | 18            | 25             | 50            | 20                | 32                               | D (8)          |                             | 19° (20°)                      | 25° (23°)                    | 24° (25°)  | 600 (640)                           | 1370    | F156  | 30               | 90          | 1/12                |
|         | 16°            | 19            | 32             | 64            | 24 (25)           | 40                               | D (8)          | 3                           | 20° (21°)                      | 26° (24°)                    | 25° (26°)  | 750 (800)                           |         |       |                  |             | 1/16                |
|         | 17°            | 20            | 40             | 80            | 32                | 48 (50)                          | D (8)          |                             | 21° (22°)                      | 27° (25°)                    | 26° (27°)  | 1000                                |         |       |                  |             | -                   |
| 4 (5)   | 18°            | 21            | 50             | 100           | 40                | 64                               | E (16)         | 2                           | 22° (23°)                      | 28° (26°)                    | 27° (28°)  | 1200 (1250)                         |         | F181  |                  |             | 1/24                |
|         | 19°            | 22            | 64             | 125           | 50                | 80                               | E (16)         |                             | 23° (24°)                      | 29° (27°)                    | 28° (29°)  | 1500 (1600)                         |         |       |                  |             | 1/32                |
|         | 20°            | 23            | 80             | 160           | 64                | 100                              | E (16)         | 1                           | 24° (25°)                      | 30° (28°)                    | 29° (30°)  | 2000                                |         |       |                  |             | -                   |
| 5 (6)   | 21°            | 24            | 100            | 200           | 80                | 125                              | F (32)         |                             | 25° (26°)                      | 31° (29°)                    | 30° (31°)  | 2500                                |         |       |                  |             | 1/48                |
|         | 22°            | 25            | 125            | 250           | 100               | 150                              | F (32)         |                             | 26° (27°)                      | 32° (30°)                    | 31° (32°)  | 3000 (3200)                         |         |       |                  |             | 1/64                |
|         | 23°            | 26            | 160            | 320           | 125               | 200                              | F (32)         |                             | 27° (28°)                      | 33° (31°)                    | 32° (33°)  | 4000                                |         |       |                  |             | -                   |
| 6 (7)   | 24°            | 27            | 200            | 400           | 160               | 250                              | G (64)         |                             | 28° (29°)                      | 34° (32°)                    | 33° (34°)  | 5000                                |         |       |                  |             | 1/96                |
|         | 25°            | 28            | 250            | 500           | 200               | 300                              | G (64)         |                             | 29° (30°)                      | 35° (33°)                    | 34° (35°)  | 6000 (6400)                         |         |       |                  |             | 1/128               |
|         | 26°            | 29            | 320            | 640           | 250               | 400                              | G (64)         |                             | 30° (31°)                      | 36° (34°)                    | 35° (36°)  | 7500 (8000)                         |         |       |                  |             | -                   |
| 7 (8)   | 27°            | 30            | 400            | 800           | 320               | 500                              | H (128)        |                             | 31° (32°)                      | 37° (35°)                    | 36° (37°)  | 9000 (10000)                        |         |       |                  |             | 1/192               |
|         | 28°            | 31            | 500            | 1000          | 400               | 600                              | H (128)        |                             | 32° (33°)                      | 38° (36°)                    | 37° (38°)  | (12500)                             |         |       |                  |             | 1/256               |
|         | 29°            | 32            | 640 (650)      | 1250          | 500               | 800                              | H (128)        |                             | 33° (34°)                      | 39° (37°)                    | 38° (39°)  | (16000)                             |         |       |                  |             | -                   |
| 8 (9)   | 30°            | 33            | 800            | 1600          | 640               | 900                              |                |                             | 34° (35°)                      | 40° (38°)                    | 39°        |                                     |         |       |                  |             |                     |
|         | 31°            | 34            | 1000           | 1250          |                   | 1000                             |                |                             | 35° (36°)                      | 41° (39°)                    |            |                                     |         |       |                  |             |                     |

Ohne spezielle Nennung reflektieren die Tabellenwerte Maßzahlen, wie sie bis Anfang der 1960er Jahre üblich waren, d. h. für Umrechnungen zwischen den historischen Systemen sind die in Fettdruck angegebene DIN-Spalte "bis 1961" und die ASA-Spalte "bis 1960" zu verwenden. Im Zuge der ASA PH2.5-1960 und DIN 4512:1961-10 wurden die nominellen Filmempfindlichkeiten insbesondere für Schwarzweißnegativfilme verdoppelt; für Vergleiche bei davon betroffenen Filmen kann auf die um eine Belichtungsstufe verschobene DIN-Spalte "ab 1961" und ASA-Spalte "ab 1960" zurückgegriffen werden, die mit den Sv-Werten in Klammern korrespondieren.